# شورای عمر
عمر بن خطاب در آخرین روزهای عُمر خود، شش تن از صحابیان را مأمور نمود در مدت سه روز خلیفه مسلمانان را تعیین کنند.
این شش نفر عبارت بودن از:
- علی بن ابی‌طالب
- عثمان بن عفان
- عبدالرحمن بن عوف
- زبیر بن عوّام
- طلحة بن عبید اللّه
- سعد بن ابی‌وقاص

به نوشته تاریخ یعقوبی، عُمَر ابوطلحه انصاری را بر این کار گماشت و گفت: اگر چهار نفر نظری دادند و دو نفر مخالف شدند، آن دو نفر را گردن بزن و اگر سه نفر توافق کردند و سه نفر مخالفت نمودند، سه نفری که عبد الرحمن در میان ایشان نیست، گردن بزن، و اگر سه روز گذشت و بر کسی توافق حاصل نکردند، همه ایشان را گردن بزن».
یعقوبی در ادامه می‌افزاید، در این سه روز مذاکرات زیادی انجام گشت و نتیجه بین علی و عثمان مردّد شد. عبدالرحمن از علی پرسید: اگر با تو بیعت کنیم آیا حاضر می‌شوی به کتاب خدا و سنت رسول‌الله و به شیوه دو خلیفه پیشین رفتار کنی؟ جواب علی به عبدالرحمن این جمله بود که: فقط به کتاب خدا و سنت رسول‌الله عمل خواهم کرد. عبدالرحمن همین سؤال را از عثمان کرد و عثمان جواب مثبت داد و همه شرایط را پذیرفت و لذا او به خلافت رسید.
بعدا تمامی اعضای شورا به شمول علی ابن ابی‌طالب و زبیر بن عوام با عثمان بن عفان بیعت نمودند.